# كارلوس أنطونيو ميندوزا
كارلوس أنطونيو ميندوزا (بالإسبانية: Carlos Antonio Mendoza Soto)‏ (و. 1856 – 1916 م) هو سياسي، ومحام من بنما ولد في مدينة بنما.